# DR 212 sorozat
A DB 112 sorozat, korábban DR 212 sorozat egy német Bo'Bo' tengelyelrendezésű 15 kV 16,7 Hz AC áramrendszerű villamosmozdony-sorozat.

## Története
A német újraegyesülés után a Deutsche Reichsbahn számára elérhetővé váltak nyugati pénzösszegek a fontosabb fővonalak felújítására, így 1991-től elkezdődött egyes vonalak 160 km/h-ra történő átépítése. A DR-nek azonban nem volt megfelelő mozdonya erre a sebességre, így új mozdonyokat kellett beszereznie. A DR 212 sorozat prototípusa (a DR 212 001, későbbi DB 243 001) eredetileg 160 km/h-ra készült, így ebből a konstrukcióból kiindulva folyamatosan gyártva a DR 243 sorozat kifutásával elkezdődött a DR 212 sorozat szériamozdonyainak gyártása. A 212 002-212 005 előszéria-mozdonyok után további 36 darab mozdonyt gyártottak (DR 212 006-212 040). A 39 darab mozdony (1992-től DB 112.0 sorozat) a 160 km/h-ra felújított Berlin-Drezda vonalon került forgalomba.
A további pályafelújítások következtében és munkahelyteremtés céljából a DB és a DR további 45-45 darab mozdonyt rendelt az időközben az AEG által átvett Hennigsdorf-i gyártól. A 112.1 sorozat (DR 112 101-112 145, DB 112 146-112 190) a gyermekbetegségek kijavítása után a frissen bevezetett InterRegio-vonatok és egyes InterCity-vonatok továbbítását kapta meg.  Az InterRegio kategória megszűnésével és a Regional-Express-hálózat 140, illetve 160 km/h sebességre fejlesztésével a mozdonyok átkerültek erre a területre.  A DB Fernverkehr végül profiltisztítással valamennyi 112 sorozatú mozdonyt 2004. január 1-jén átadta a DB Regio-nak.
A DB 112-es sorozat a német egység szimbólumává vált, mint az első, a két vasút által közösen beszerzett mozdonysorozat.  A 39 darab DB 112.0 mozdonyt 2000. április 1-jén átszámozták (új) DB 114 sorozatnak, megkülönböztetve a DB 112.1 sorozattól. Technikailag kevés különbség van, a DB 112.0 sorozatot ellátták „Nahverkehrs”-csomaggal, de később a DB 112.1 sorozat is megkapta ezeket a kiegészítéseket.